# Tommy Campbell

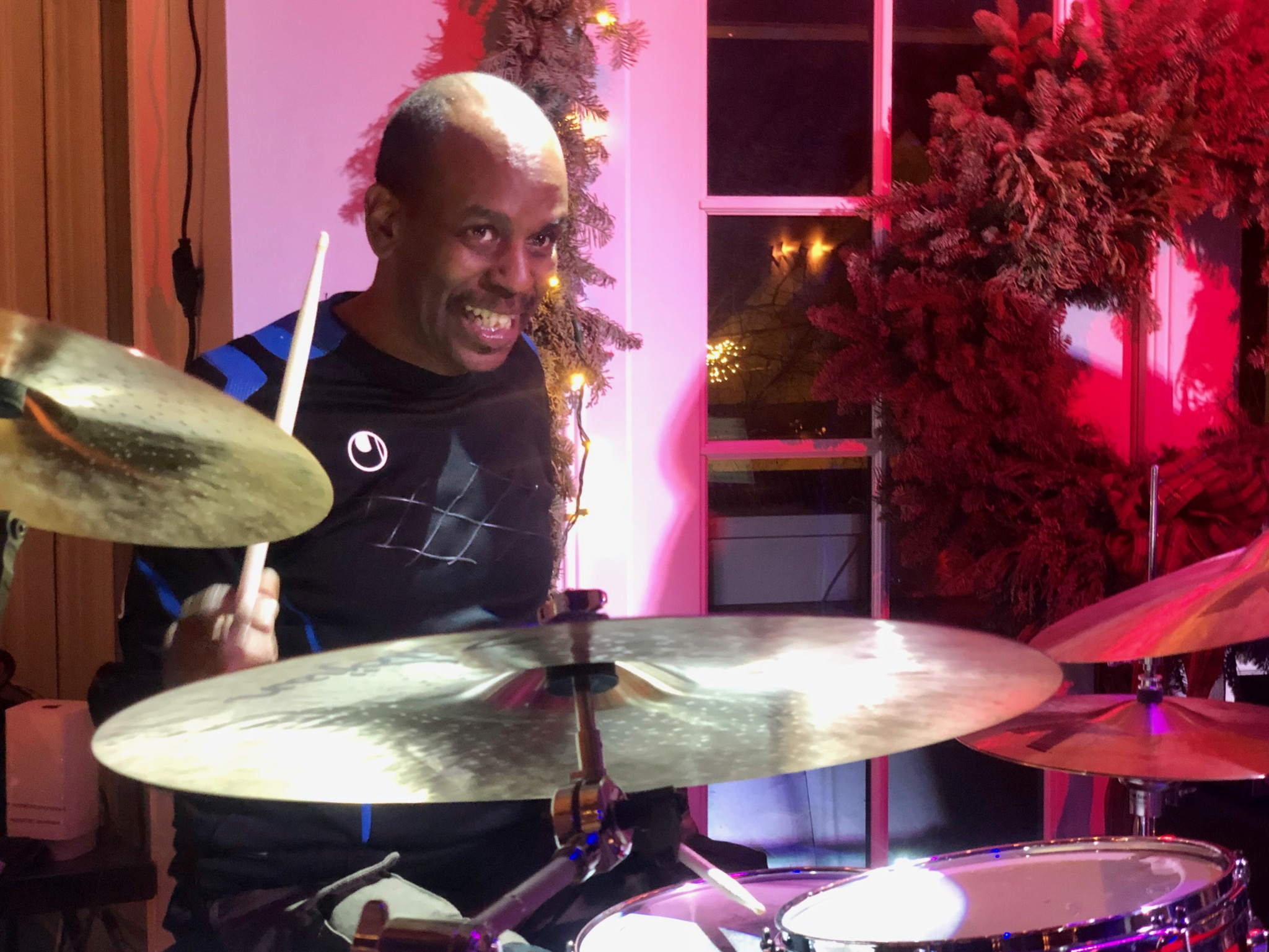
Tommy Campbell, 2018

Thomas W. „Tommy“ Campbell (* 14. Februar 1957 in Norristown (Pennsylvania)) ist ein US-amerikanischer Jazzschlagzeuger.

## Leben und Wirken
Campbell, Sohn eines Organisten und Sängers und Neffe des Jazzorganisten Jimmy Smith, wuchs in Willow Glove bei Philadelphia auf. Er studierte Jazz am Berklee College of Music, dessen Distinguished Alumni Award er 1998 erhielt.
Seit den späten 1970er Jahren arbeitete er mit Dizzy Gillespie zusammen, mit dem er noch wenige Monate vor dessen Tod auf einer Jamsession spielte. Daneben war er reguläres Mitglied der Gruppen von Sonny Rollins, John McLaughlin, Kevin Eubanks, Jimmy Smith, Stanley Jordan, Tânia Maria, Gary Burton, Igor Butman  und von The Manhattan Transfer. Er wirkte außerdem bei Aufnahmen von Ray Anderson, Chico Freeman, Clifford Jordan, Kevin und Robin Eubanks sowie David Murray mit.
Mehrere Jahre lang unterrichtete er Schlagzeug und Perkussion am Berklee College sowie am Drummer's Collective und der New School in New York. Er lebt in den USA und Japan und leitet in beiden Ländern mehrere Bands. 2002 veröffentlichte er als Bandleader das Album My Heart (mit Kevin Eubanks, Aydın Esen und Charnett Moffett); 2018 spielte er im Greg Murphy Murphtet.

## Lexikalische Einträge
- Leonard Feather, Ira Gitler: The Biographical Encyclopedia of Jazz. Oxford University Press, New York 1999, ISBN 0-19-532000-X.